# 英国アカデミー賞
英国アカデミー映画賞（えいこくアカデミーえいがしょう、英語: British Academy Film Awards）またはBAFTA映画賞（英語: BAFTA Film Awards）は、英国映画テレビ芸術アカデミー（BAFTA）が主催する年に一度の授賞式で、英国および世界の映画への貢献を称えて贈られるものである。授賞式は当初、ロンドンのレスター・スクウェアにある旗艦映画館「オデオン」で開催されていたが、2008年から2016年まではロイヤル・オペラ・ハウスで開催され、2017年からは、ロンドンのロイヤル・アルバート・ホールで開催されている。

## 概要
2013年から
Orange と T-Mobile のオーナーであるEEがスポンサーになり、EE British Academy Film Awardsとなっている。

## 部門
- 作品賞
- 監督賞
- 主演男優賞
- 主演女優賞
- 助演男優賞
- 助演女優賞
- オリジナル脚本賞
- 脚色賞
- 英国作品賞
- 非英語作品賞（第41回までは外国語作品賞）
- アニメ映画賞
- コンピューターゲーム賞
- 短編アニメ映画賞（BAFTA Award for Best Short Animation）
- 短編映画賞（BAFTA Award for Best Short Film）
- ドキュメンタリー賞（BAFTA Award for Best Documentary）
- 作曲賞
- 撮影賞
- 編集賞
- プロダクションデザイン賞（BAFTA Award for Best Production Design）
- 衣装デザイン賞（BAFTA Award for Best Costume Design）
- メイクアップ＆ヘア賞（BAFTA Award for Best Makeup and Hair）
- 音響賞（BAFTA Award for Best Sound）
- 視覚効果賞（BAFTA Award for Best Special Visual Effects）
- 新人賞（BAFTA Award for Best Newcomer）
- ライジング・スター賞

### 特別賞
- フェローシップ賞
- 英国映画貢献賞（BAFTA Outstanding British Contribution to Cinema Award）

### 過去に存在した部門
- 脚本賞 (1968–1982)
- 英国脚本賞（BAFTA Award for Best British Screenplay） (1954–1967)
- 英国男優賞 (1952–1967)
- 外国男優賞 (1952–1967)
- 英国女優賞 (1952–1967)
- 外国女優賞 (1952–1967)
- BAFTA Film Award for Newcomer to Leading Film Roles (1952–1984)